# Escala de Mallampati
En anestesiología, la escala de Mallampati, también llamada clasificación de Mallampati, es usada para predecir la facilidad de intubación.  Se determina analizando la anatomía de la cavidad oral; específicamente, está basada en la visibilidad de la base de la úvula, istmo de las fauces (los arcos delante y detrás de las amígdalas) y el paladar blando. La puntuación se hace manifestando o no la fonación. Una puntuación alta (clase 4) está asociada con una difícil intubación así como con una alta incidencia de apnea del sueño.

## Puntuación modificada de Mallampati
| Clase | Características                                                                   |  |
| ----- | --------------------------------------------------------------------------------- |  |
| I     | Total visibilidad de las amígdalas, úvula y paladar blando.                       |  |
| II    | Visibilidad del paladar duro y blando, porción superior de las amígdalas y úvula. |  |
| III   | Son visibles el paladar duro y blando y la base de la úvula.                      |  |
| IV    | Sólo es visible el paladar duro.                                                  |  |